# سوئدیش مچ
سوئدیش مچ (به سوئدی: Swedish Match) شرکت دخانیات سوئدی، مستقر در استکهلم است، که تولیدکننده توتون، تنباکو، سیگار، سیگار برگ، ناس، انفیه، کبریت و فندک می‌باشد. این شرکت در سال ۱۹۱۷ توسط ایور کروگر و در شهر یونشوپینگ، سوئد تأسیس شد.